# Hélene Anderson
Hélene Anderson, född 1951 i Karlskrona, är en svensk konstnär, föreläsare och före detta kriminalinspektör.
Anderson var verksam polis från 1977 till 2012 varav de sista sex åren som expert på konstförfalskningsbrott. Hon är utbildad vid Carl Malmstens skola Capellagården på Öland, Konstfack och på Polishögskolan. Som konstnär skapar hon bland annat väskor och skor i stengods.
Anderson var sommarvärd för Sveriges Radios program Sommar i P1 den 23 juni 2015.